# El Arenal (kommun i Jalisco)
El Arenal är en kommun i Mexiko.   Den ligger i delstaten Jalisco, i den centrala delen av landet, 500 km väster om huvudstaden Mexico City. Antalet invånare är 13 574. Arean är 182 kvadratkilometer.
Terrängen i El Arenal är huvudsakligen kuperad, men den allra närmaste omgivningen är platt.
Följande samhällen finns i El Arenal:
- Arenal
- Colonia Cuisillos
- Emiliano Zapata